# یولیا سوکولوسکا
یولیا سرهییونا سوکولوسکا (اوکراینی: Юлія Сергіївна Соколовська؛ زادهٔ ۱۲ آوریل ۱۹۸۵) سیاستمدار اهل اوکراین است که از ۱۲ مارس ۲۰۲۰ معاون رئیس دفتر رئیس‌جمهور اوکراین و مسئول امور اجتماعی است. در ۲۹ اوت ۲۰۱۹ سوکولوفسکا به عنوان وزیر سیاست اجتماعی اوکراین منصوب شد.

## تحصیلات
سوکولوسکا در دانشگاه ملی اقتصاد کیف (۲۰۰۷) تحصیل کرده‌است. او همچنین از آکادمی ملی مدیریت دولتی (۲۰۱۶) فارغ‌التحصیل شد.